# HIF1A
A hipoxiaindukálható faktor 1α, más néven HIF-1α a heterodimer transzkripciós faktor hipoxiaindukálható fakto 1 (HIF-1) HIF1A gén által kódolt része. A 2019-es orvostudományi és fiziológiai Nobel-díjat a HIF felfedezéséért adták át.
A HIF1A bázikus hélix-gyűrű-hélix PAS domént tartalmazó fehérje, és a hipoxiára adott sejt- és fejlődési válasz fő transzkripciós szabályzója. A HIF1A diszregulációja és túlexpressziója hipoxia vagy genetikai változások miatt összefügg számos ráktípussal és más patofiziológiás esetekkel, például a vaszkularizációval, az angiogenezissel, a metabolizmussal, a sejttúléléssel és a tumorinvázióval. Két eltérő izoformát kódoló alternatív transzkriptumot azonosítottak.

## Szerkezet
A HIF1 heterodimer bázikus hélix-gyűrű-hélix szerkezetű mely a HIF1A-ból (α-alegység) és az aromásszénhidrogénreceptor-magitranszlokátorból (Arnt), a β-egységből áll. A HIF1A a C-végén bázikus hélix-gyűrű-hélix doménnel rendelkezik, majd 2 külön PAS (PER-ARNT-SIM) doménnel, valamint egy PAS-asszociált C-terminális (PAC) doménnel. A HIF1A rendelkezik továbbá magitranszlokációsjel-motívummal, két transzaktiváló doménnel és egy közbeavatkozó gátló doménnel (ID), mely gátolhatja a CTAD és NTAD transzkripciós aktivitását. 3 HIF1A-izoforma keletkezhet alternatív splicinggal, azonban az 1-es a kanonikus szerkezet és a leggyakrabban tanulmányozott szerkezetű és funkciójú izoforma.

## Gén és expresszió
A humán HIF1A gén a hipoxiaindukálható faktor 1 α-alegységét (HIF1A) kódolja. Expressziója anti-HIF1α-val mérhető többek közt western blottal vagy immunfestéssel. Expressziója a GC-gazdag promoterének aktivációjától függ. A legtöbb sejtben normoxia esetén a HIF1A kis mértékben expresszálódik, hipoxia esetén azonban ez jelentősen emelkedik. Általában az oxigénreceptor 1α-dependens út szabályozza az expressziót, az oxigéndependens a bomlást. Hipoxiafüggetlen úton a HIF1A-expresszió redoxiszenzitíven is erősödhet.

## Funkció

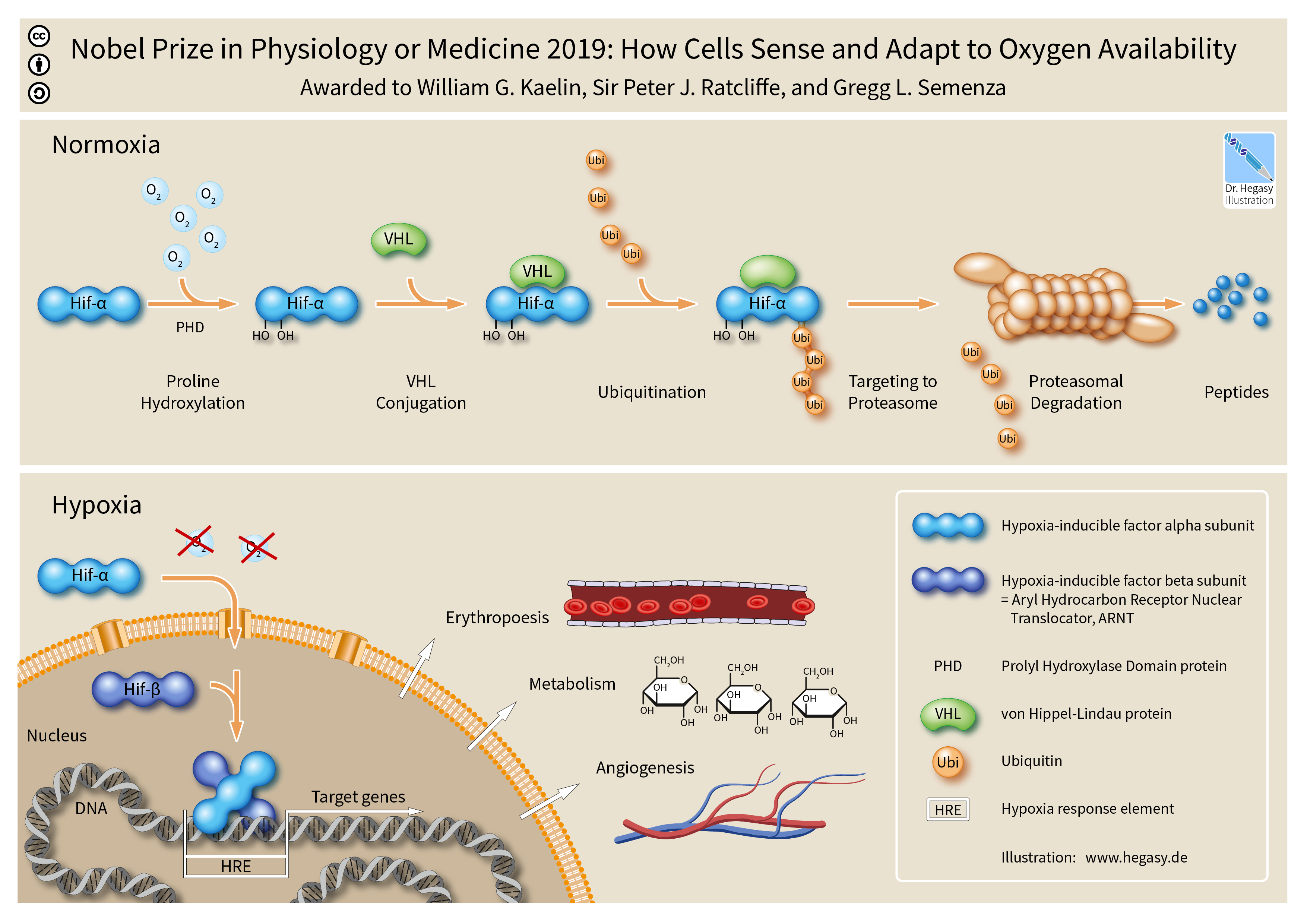
Fiziológiai/Orvostudományi Nobel-díj: Sejt-oxigénérzékelés és adaptáció HIF1α-val

A HIF-1 transzkripciós faktor fontos az emlősök szisztémás oxigénszintekre adott sejtválaszaiban. A HIF1A-aktivitást számos poszttranszlációs módosítás, például a hidroxiláció, az acetiláció és a foszforiláció befolyásolja. A HIF-1 több mint 60 gén, például a VEGF és az eritropoetin transzkripcióját segíti, melyek fontosak a hipoxiás területekhez való oxigénszállítás növelését segítő folyamatokban, mint az angiogenezis és az eritropoézis. A HIF-1 a sejtproliferációban, -túlélésben, a glükóz- és a vasmetabolizmusban résztvevő gének transzkripcióját is erősíti. Ennek megfelelően a HIF-1 a szisztémás oxigénszintekre konformációs változásokkal válaszol, és a hipoxiareszponzív gének HRE-promoterrégióival asszociál a transzkripció indukálásához.
A HIF1A stabilitását, sejten belüli helyét és transzkripciós aktivitását az oxigénszint befolyásolja jelentősen. Normoxia esetén a VHL-mediált ubikvitinproteáz-út gyorsan lebontja a HIF1A-t, hipoxia esetén azonban a HIF1A-bomlás akadályozva van, és a HIF1A-szint megnő, lehetővé téve a HIF1B-vel való asszociációt a célgének befolyásolásához. A prolil-hidroxiláz (PHD) és a HIF-prolilhidroxiláz (HPH) fontosak a HIF1A ODD doménjében lévő 402. és 564. prolinjainak poszttranszlációs módosításában, lehetővé téve a VHL–HIF1A asszociációt. Az oxigénszenzor dioxigenáz PHD aktivitása az oxigénszinttől függ, mivel oxigén szükséges a HIF1A prolinjára helyezhető fő szubsztrátként. A hidroxiprolint ezután felismeri a von Hippel–Lindau-tumorszupresszor, és hidrofób magjába helyezi, mely egyben egy ubikvitinligáz része. The hydroxylation of HIF1A proline residue also regulates its ability to associate with co-activators under hypoxia. Function of HIF1A gene can be effectively examined by siRNA knockdown based on an independent validation.

### Javítás, regeneráció és megújulás
Normál esetben sérülés után a HIF1A-t prolil-hidroxilázok lebontják. 2015 júniusában kutatók kimutatták, hogy a HIF1A PHD-gátlókkal történő folyamatos erősítése a sérült vagy elveszett szövet regenerációját okozza, folyamatos gyengítése hegesedést okoz a korábbi regeneráció helyett. A HIF1A-szabályzás ki- vagy bekapcsolhatja a regeneráció fontos folyamatait. Ilyen regenerációs folyamat a perifériás idegek regenerációja. Az axonsérülés után a HIF1A aktiválja a VEGFA-t a regeneráció és a funkciós helyreállás segítéséhez. A HIF1A ezenkívül a bőrgyógyulást is irányítja. A Stanford Egyetem kutatói kimutatták, hogy a HIF1A-aktiváció megakadályozza és javítja a cukorbeteg és idős egerek krónikus sebeit. Az új bőr jobbnak bizonyult az eredetinél a gyorsabb gyógyulás mellett. Ezenkívül a HIF-1A-moduláció regenerációs hatását is leírták, továbbá az idős arcbőrön fiatalító hatást is találtak betegekben. A HIF-moduláció a hajhullással kapcsolatos előnyös hatással is összefügghet. A 2016-ban Bécsben alakult Tomorrowlabs GmbH e mechanizmust használja a szabadalmaztatni kívánt HSF („HIF-erősítő faktor”) aktív összetevővel, e termékek vállalt célja a bőr- és hajregeneráció elősegítése.

## Szabályzás
A HIF1A-mennyiség és -aktivitás NF-κB-dependensen változik. Ezenkívül a prolil-hidroxilázok aktivitása tartja fenn a HIF1A-egyensúlyt poszttranszlációs fázisban.
A PHD-k a vastól függnek a HIF1A-hidroxilezésben, így a vaskelátorok, például a deszferrioxamin (DFO) stabilizálják a HIF1A-t. A hiperbarikus oxigénterápia és a HIF1A-imitátorok, például a kobalt-klorid szintén használatosak.
HIF1A-növelő tényezők:
| - Bomlásmodulálók: - oxigéndependens: - EPF UCP (pVHL-bontó) - VDU2 (HIF1A-dezubikvitináló) - SUMOylation (RSUME-vel) - de-SUMO-iláció (SENP1 által) - Oxigénfüggetlen: - kalcineurin A (Ca2+-dependens a RACK1 által) | - Transzlációmodulátorok: - RNS-kötő: PTBP1, HuR - PtdIns3K- és MAPK-utak - IRES-mediált transzláció - kalciumjelzés - miRNS-ek |

HIF1A-csökkentő tényezők:
| - Bomlásmodulátorok: - oxigéndependens: - PHD, , VHL, OS-9 és SSAT2 - SUMO-iláció - oxigénfüggetlen: - RACK1 és SSAT1 - GSK3β - FOXO4 | - Transzlációmodulátorok: - kalciumjelzés - miRNS-ek |

## Szerepe a rákban
A HIF1A-t számos humán rák túlexpresszálja. A HIF1A-túlexpresszió erősíti a tumornövekedést és -metasztázist az angiogenezis növelése és a sejtmetabolizmus hipoxiakerülő szabályzása révén. A hipoxia normál és tumorsejtekben is növeli az apoptózist. Azonban a tumor-mikrokörnyezet hipoxiája és a génváltozások növekedése gyakran növeli a HIF1A-túlexpressziót.
Jelentős HIF1A-expressziót figyeltek meg a legtöbb szilárd tumorban, például gyomor-, vastagbél-, emlő-, hasnyálmirigy-, vese-, prosztata-, petefészek-, agy- és hólyagtumorokban. A megnövekedett HIF1A-szint számos rák, például a méhnyakrák, a nem kissejtes tüdőrák, az LV-pozitív és -negatív emlőrákban, az oligodendroglióma, az oropharyngealis rák, a petefészekrák, az endometrialis rák, a nyelőcsőrák, a fej-nyaki rák és a gyomorrák esetén összefügg az agresszív tumor-előrehaladással, így a sugár- és kemoterápiának való ellenállás és a nagyobb mortalitás fontos markere. A HIF1A-expresszió szabályozhatja a melltumor-előrehaladást is. A nagyobb HIF1A-szint korai rákfejlődésben is észlelhető, és megfigyelték korai ductalis carcinoma in situban is, és összefügg a tumorléziók nagyobb microvascularis sűrűségével. Ezenkívül a hisztológiailag meghatározott alacsony fokú nyirokcsomó-negatív mellrák ellenére a jelentős HIF1A-expresszió észlelése a terápiára adott gyenge válaszok előrejelzését lehetővé teszi. Hasonló eredményeket mutattak ki agy- és petefészekrákban is, és feltételezik a HIF1A angiogenezis-indításban játszott szabályzó szerepét proangiogenetikus faktorokkal, például VEGF-fel való kölcsönhatás révén. 
A glioblastoma tanulmányozása hasonló összefüggést mutat a HIF1A-expressziós minta és a VEGF-transzkripció mértéke közt. A magas fokú glioblastoma-tumorok magas VEGF-expressziós mintával a HIF1A-túlexpressziós emlőrákhoz hasonlóan jelentős tumor-neovaszkularizációt mutatnak. Ez alapján a HIF1A fontos a tumorprogresszióban, valószínűleg a hipoxiaindukált VEGF-expresszió révén.
A HIF1A túlexpressziója a tumorokban hipoxiafüggetlenül is történhet. Hemangioblasztómában HIF1A-expressziót észleltek az erősen vaszkularizált tumor legtöbb sejtjében. Bár a veserákban és a hemangioblasztómában is inaktiválódik a von Hippel–Lindau-gén, a HIF1A továbbra is erősen expresszálódik. A VEGF-túlexpresszió mellett a PI3K/AKT-út is szerepet játszik a tumornövekedésben. A prosztatarákokban a gyakori PTEN-mutáció összefügg a tumor agresszívvá válásában, nagyobb érsűrűségében és angiogenezisében.
Hipoxia során a p53 tumorszupresszor túlexpressziója összefügghet a HIF1A-dependens apoptózisindító úttal. Ezenkívül a p53-független út is indukálhat apoptózis a Bcl-2-úton. Azonban a HIF1A-túlexpresszió rák- és egyénspecifikus, és összefügg a megfelelő génváltozásokkal és a pro- és antiapoptotikus faktorok szintjével. Egy epitél petefészekrákkal végzett kísérlet szerint a HIF1A és a nem működő tumorszupresszor p53 összefügg az alacsony mértékű tumorsejt-apoptózissal és a rossz előrejelzésekkel. A korai nyelőcsőrák túlexpresszált HIF1-gyel és BCL2-hiánnyal szintén nem hal el fotodinamikus terápia hatására.
Bár több éve kutatnak a hipoxiaaszzociált tumorsejtek elleni gyógyszerek fejlesztéséért, nem jelent még meg a HIF1A-utat szelektíven és hatékonyan célzó gyógyszer, mely csökkenti a tumor előrehaladását és angiogenezisét. A sikeres későbbi terápiák egyes rákokra és egyénekre erősen specifikusak lehetnek, és valószínűleg nem alkalmazhatók széles körben a sok ráktípus és -altípus genetikai heterogenitása miatt.

## Kölcsönhatások
A HIF1A az alábbi fehérjékkel kölcsönhat:
- ARNTL,[78]
- ARNT,[2][79]
- CREBB,[80][81][82]
- EP300,[34][83]
- HIF1AN,[84]
- Mdm2,[85][86]
- NR4A,[87]
- P53,[85][86][88][89]
- PSMA7,[90]
- STAT3,[91]
- UBC,[82][87][92]
- VH[82][84][87][91][92][93][94][95][33][96] és
- VHL,[97]
- GR (NR3C1).[98][99]

## Fordítás
Ez a szócikk részben vagy egészben  a   HIF1A című angol Wikipédia-szócikk ezen változatának fordításán alapul.  Az eredeti cikk szerkesztőit annak laptörténete sorolja fel. Ez a jelzés csupán a megfogalmazás eredetét és a szerzői jogokat jelzi, nem szolgál a cikkben szereplő információk forrásmegjelöléseként.